# Norton (Nottinghamshire)
Pour les articles homonymes, voir Norton.
Norton est un village du Nottinghamshire, en Angleterre.